# Misha Ge
Misha Ge (* 17. Mai 1991 in Moskau, Russische SFSR, Sowjetunion) ist ein ehemaliger usbekischer Eiskunstläufer, der im Einzellauf startete.
Im Alter von fast vier Jahren begann Ge mit dem Eislaufen. Mit zehn Jahren nahm er das professionelles Training auf. Zu diesem Zeitpunkt zogen seine Eltern mit ihm nach Peking, wo sie als Trainer arbeiteten. Ge verbrachte auch Zeit in Hongkong und Taiwan. 2009 zog er in die USA. Er ist russischer, chinesischer und englischer Abstammung.
Im Jahr 2011 debütierte Ge bei Vier-Kontinente-Meisterschaften und Weltmeisterschaften und belegte den zwölften, bzw. 30. Platz. 2015 erreichte er mit Platz 6 sein bestes Ergebnis bei Weltmeisterschaften. Bei seinem letzten Grand Prix Start im November 2017 holte er mit Bronze seine erste und einzige Grand Prix Medaille seiner Karriere. Nach der Saison 2017/18 beendete Ge seine Karriere als Eiskunstläufer.

## Ergebnisse
| Wettbewerb / Jahr               | 2009 | 2010 | 2011 | 2012 | 2013 | 2014 | 2015 | 2016 | 2017 | 2018 |
| ------------------------------- | ---- | ---- | ---- | ---- | ---- | ---- | ---- | ---- | ---- | ---- |
| Olympische Winterspiele         |      |      |      |      |      | 17.  |      |      |      | 17.  |
| Weltmeisterschaften             |      |      | 30.  | 19.  | 16.  | 27.  | 6.   | 15.  | 12.  | 9.   |
| Vier-Kontinente-Meisterschaften |      |      | 12.  | 9.   | 11.  | 13.  | 8.   |      | 7.   | 6.   |
| Usbekische Meisterschaften      |      | 1.   | 1.   |      |      |      | 1.   | 1.   | 1.   |      |
| Chinesische Meisterschaften     | 6.   |      |      |      |      |      |      |      |      |      |